# Liste von Musikstücken mit Linz-Bezug
Die Liste von Musikstücken mit Linz-Bezug enthält Lieder und Instrumentalstücke, in denen die Landeshauptstadt Linz oder einer ihrer Stadtteile besungen wird, bzw. die Linz zugedacht sind.

## Lieder und Volksweisen
- Als Linzer Buam sind wir bekannt von Werner Brüggemann
- Alt St. Magdalena
- Am Platzl in Urfahr
- Aus Urfahr war mein Vorfahr von Hans Lang/Erich Meder
- Der M-Wagen
- Des Linzer Bier is guat
- D’Linzerstadt von Anton Matosch
- Drum san ma Landsleit, Linzerische Buam (Es gibt kalte Wasserl)
- Ebelsberger Lied
- Fahr i auffi nach Linz
- I bin a Linzerin, a resche Linzerin von Annemarie Leitner
- I bin aus Oberösterreich von Annemarie Leitner
- Im alten St. Peter
- In Ebelsberg
- In Linz beginnt’s von Hanneliese Kreißl-Wurth
- Ja das ist Linz von Werner Brüggemann
- Linzer Polka
- Mir san Urfahraner
- Mühlviertler Land (Träume von Linz an der Donau) von Werner Brüggemann
- Schöne Linzerstadt, ich muss dich meiden
- Und Linz is a Stadtl und Wean is a Stadt
- Und z’Linz auf da Bruckn, da geht da Gspass an
- Urfahraner Lied von  Werner Brüggemann
- Urfahraner san ma

## Märsche
- Chemie Linz-Marsch von Bert Leitner
- Gruß aus Linz von Sepp Froschauer
- Hoch Linz von Gottfried Gringer
- Linzer Bier-Marsch von Igo Hofstetter
- Linzer Buam-Marsch von Carl Wilhelm Drescher
- Linzer Marsch von Karl Aichhorn
- Linzer Marsch (Sei gegrüßt du Linzer Stadt) von Franz Seidl
- Linzer Polizeimarsch von Alois Ploberger
- Linzer Straßenbahnermarsch von Sepp Hausik
- Mein Linz von Igo Hofstetter
- Vivat Lentia von Werner Brüggemann

## Sinfonische Musik, Kirchenmusik und Operette
- Die Linzerin Polka von Karl Komzák junior
- Donau – Eine Linzer Wassermusik von Balduin Sulzer
- Linzer Frauen von Oswald Pöstinger
- Linzer Messe von Werner Brüggemann
- Linzer Ordinarien von Hermann Kronsteiner
- Linzer Symphonie von Wolfgang Amadeus Mozart
- Linzer Torte Operette von Ludwig Schmidseder, Libretto Ignaz Brantner/Hans Gustl Kernmayr
- Von Ebelsberg nach Florian von Werner Brüggemann

## Popularmusik
- einige Titel von Texta und anderen Gruppen

## Sonstige
- Hymne an Linz von Christian Ludwig Attersee